# William Cepeda
William Cepeda (Loiza, 27 maart 1965) is een Amerikaanse jazztrombonist en schelphoornblazer van Puertoricaanse afkomst.

## Biografie
Cepeda komt uit een muziekdynastie die een vergelijkbaar gewicht heeft voor Puerto Rico als de muzikantenfamilies Rubalcaba of Lopéz voor Cuba. Hij studeerde aan het Puerto Rico Conservatorium, het Berklee College of Music in Boston en de Aaron Copland School of Music aan het Queens College. Naast bachelorsdiploma's voor compositie en muziekeducatie heeft hij een masterdiploma jazzprestaties. Cepeda speelde met Donald Byrd, Jimmy Heath, Slide Hampton, David Murray en Lester Bowie. Dizzy Gillespie haalde hem in 1989 naar zijn United Nations Orchestra, waarmee hij ook Miriam Makeba begeleidde. Als trombonist begeleidde hij ook Latijns-Amerikaanse sterren als Eddie Palmieri, Tito Puente, Oscar D'León en Celia Cruz.Vanaf 1992 ontwikkelde hij Afro-Rican Jazz als een mix van wereldmuziek, progressieve jazz en traditionele rootmuziek uit Puerto Rico. In 1998 bracht Cepeda zijn debuutalbum My Roots and Beyond uit, dat werd gevolgd door de albums Bombazo en Branching Out. Met zijn band presenteerde hij deze muziek tijdens het Montreux Jazz Festival en het North Sea Jazz Festival. In 2013 ontving hij voor zijn verdiensten een eredoctoraat van het Berklee College.
- Gemeinsame Normdatei: 134820959
- Library of Congress Control Number: no2007158414
- MusicBrainz: 496f59d0-5514-45cb-99bd-994ea5bff700
- Virtual International Authority File: 79799488